# Эрм
Эрм (англ. Erme) — река на юге графства Девон, Юго-Западная Англия. Берёт начало на вересковых пустошах Дартмура. Впадает в залив Бигбери, Ла-Манш.

## Дартмур
Эрм берёт начало близ центра южного осерёдка Дартмура, менее чем в миле на юг от источника реки Плим, на так называемой Тропе Аббата.
Приблизительно первую милю река течёт в юго-восточном направлении. Левые притоки: Воллейк, Драй-Лейк и Ред-Лейк. Слияние Эрма с рекой Ред-Лейк и источник Эрма — 2 из 33 мест, которые отмечают древние границы Дартмурского леса. Справа в реку впадает короткий ручей, текущий по низине Хортонсфорд-Боттом с холма Лэнком-Хилл.
Между холмом Стингерз-Хилл и заброшеной глиняной копальней Редлейк река поворачивает на юг в местность под названием Луг, где её пересекает самая длинная (3320 м) аллея менгиров в Дартмуре. Далее на протяжении более мили берега реки усеяны археологическими останками.

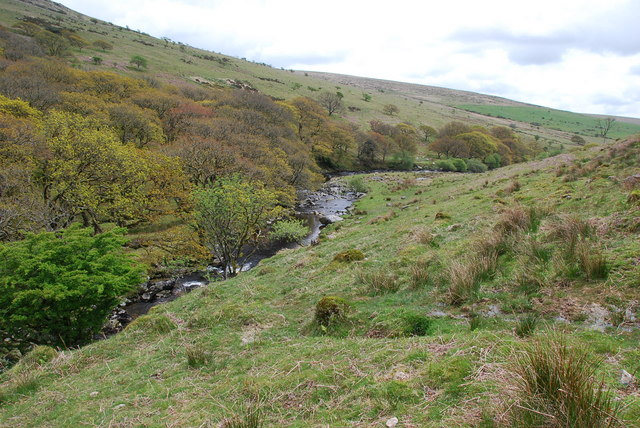
Река Эрм покидает свой каньон. Слева видна часть Пайлс-Копса (вид по направлению течения)

Приближаясь к границам верхового болота, река протекает через небольшой каньон, прорезанный ею между холмом Столлдаун-Барроу на правом берегу и холмом Пайлс-Хилл на левом.
Тут, на левом берегу реки, находится Пайлс-Копс, один из немногих сохранившихся участков древнего леса Дартмура, который к тому же представляет особый научный интерес.
Несмотря на то, что болотистая долина от самого источника до Пайлс-Копс кажется сегодня девственной, дно её русла полностью рукотворно и является результатом оловянной добычи (промывания оловянной руды) в период IV—XIV вв. Об этом свидетельствуют пойменные отложения ниже по течению, датируемые IV—VII вв. и XIII в..
После выхода из открытых болот река течёт через огороженные земли. В селении Харфорд реку пересекает первый автомобильный мост. Участок от Харфорда до границы национального парка Дартмура, которая идёт тут вдоль железной дороги между Плимутом и Эксетером, покрыт лесами и пользуется популярностью у каякеров и байдарочников.

## От Айвибриджа до Хольбтона

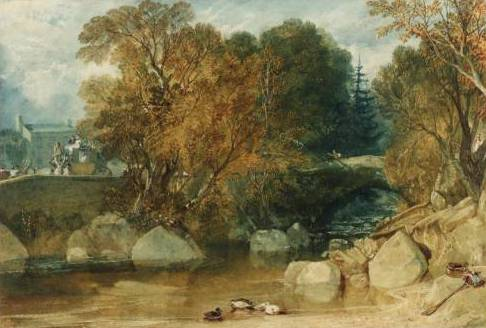
Картина Уильяма Тёрнера «Плющевый мост»

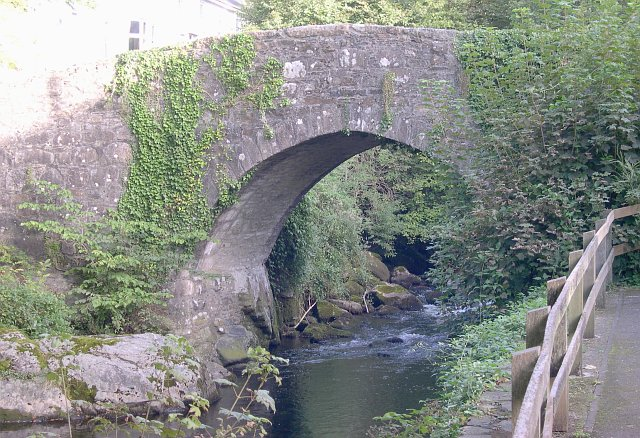
«Плющевый мост» через реку Эрм в натуре

После выхода из национального парка река продолжает течь в южном направлении, проходя через центр города Айвибридж. Эрм, чью энергию местные жители использовали для работы мукомольной, бумажной и валяльной мельницы, стал здесь в своё время залогом процветания. В 1813 году единственный мост через реку в этом селе (которым Айвибридж был на то время) вдохновил Уильяма Тёрнера на написание картины «Плющевый мост» (англ. The Ivy Bridge).
Сразу за Айвибриджем реку пересекает Девонское шоссе — скоростная, первостепенного значения автомагистраль класса А, главная дорога между Эксетером и Плимутом. Далее река продолжает на юг через сельскую местность. На западном берегу реки находится село Эрмингтон, знаменитое своей церковью с кривым шпилем и памятником архитектуры I разряда Флит-Хаусом. А приблизительно в миле к востоку лежит маленький городок Модбери. Между Модбери и Ялмптоном через реку перекинут мост Сикверс-Бридж с проходящей по нему дорогой A379, после которого река переливается через переливную дамбу и становится подверженной приливам и отливам.
В районе этого участка реки находится несколько яблоневых садов, остатки ранее развитого хозяйства.